# Jugoslavija na Poletnih olimpijskih igrah 1956
Federativno ljudsko republiko Jugoslavijo je na Poletnih olimpijskih igrah 1956 v Melbournu zastopalo petintrideset športnikov v osmih športih. Osvojili so tri srebrne medaljo v atletiki, nogometu in vaterpolu.

## Medalje
| Medalja | Tekmovalec | Šport     | Disciplina    |
| ------- | --- | --------- | ------------- |
| 2       | Franjo Mihalić | Atletika  | Moški maraton |
| 2       | Sava Antić Ibrahim Biogradlić Mladen Koščak Dobroslav Krstić Luka Liposinović Muhamed Mujić Zlatko Papec Petar Radenković Nikola Radović Ivan Santek Dragoslav Šekularac Ljubiša Spajić Todor Veselinović Blagoje Vidinić | Nogomet   | Moški ekipno  |
| 2       | Ivo Cipci Tomislav Franjković Vlado Ivković Zdravko Ježić Hrvoje Kačić Zdravko Kovačić Lovro Radonjić Marijan Žužej | Vaterpolo | Moški ekipno  |